# Liste des saints du XIVe siècle

Cette liste concerne les saints et les bienheureux, reconnus comme tels par l'Église catholique, ayant vécu au XIVe siècle.

## Années 1300

### Année 1301
| No. | Image      | Nom                          | Dates     | Informations              |
| --- | ---------- | ---------------------------- | --------- | ------------------------- |
| 1.  | sans cadre | Bienheureux Giacomo Bianconi | 1220-1301 | Prêtre dominicain italien |

### Année 1302
| No. | Image      | Nom                       | Dates     | Informations |
| --- | ---------- | ------------------------- | --------- | --- |
| 1.  | sans cadre | Sainte Gertrude de Helfta | 1256-1302 | Moniale cistercienne allemande, figure de la mystique rhénane et une des initiatrices de la dévotion au Sacré-Cœur |

### Année 1303
| No. | Image      | Nom                            | Dates     | Informations                                                           |
| --- | ---------- | ------------------------------ | --------- | ---------------------------------------------------------------------- |
| 1.  | sans cadre | Saint Yves Hélory de Kermartin | 1253-1303 | Prêtre et official du diocèse de Tréguier, ascète, avocat des pauvres. |

### Année 1304
| No. | Image      | Nom                   | Dates     | Informations                       |
| --- | ---------- | --------------------- | --------- | ---------------------------------- |
| 1.  | sans cadre | Bienheureux Benoît XI | 1240-1304 | Maître de l'Ordre dominicain, pape |

### Année 1305
| No. | Image      | Nom                        | Dates     | Informations                                           |
| --- | ---------- | -------------------------- | --------- | ------------------------------------------------------ |
| 1.  | sans cadre | Saint Nicolas de Tolentino | 1245-1305 | Moine italien de l'Ordre des ermites de saint Augustin |

### Année 1306
| No. | Image      | Nom                          | Dates     | Informations              |
| --- | ---------- | ---------------------------- | --------- | ------------------------- |
| 1.  | sans cadre | Bienheureux Jacopone da Todi | 1230-1306 | Poète franciscain italien |

### Année 1307
| No. | Image      | Nom                            | Dates     | Informations                                                  |
| --- | ---------- | ------------------------------ | --------- | ------------------------------------------------------------- |
| 1.  | sans cadre | Saint Albert de Trapani        | 1240-1307 | Religieux carme italien                                       |
| 2.  | sans cadre | Bienheureux Jacques de Viterbe | 1255-1307 | théologien et philosophe italien de l'ordre de Saint Augustin |

### Année 1308
| No. | Image      | Nom                         | Dates     | Informations                              |
| --- | ---------- | --------------------------- | --------- | ----------------------------------------- |
| 1.  | sans cadre | Sainte Claire de Montefalco | 1268-1308 | Abbesse augustinienne italienne, mystique |

### Année 1309
| No. | Image      | Nom                      | Dates     | Informations                                |
| --- | ---------- | ------------------------ | --------- | ------------------------------------------- |
| 1.  | sans cadre | Sainte Angèle de Foligno | 1248-1309 | Religieuse franciscaine italienne, mystique |
| 2.  |            | Sainte Alida de Sienne   | 1249-1309 | Veuve, tertiaire de l'ordre des Humiliés    |

## Années 1310

### Année 1310
| No. | Image      | Nom                       | Dates     | Informations                                             |
| --- | ---------- | ------------------------- | --------- | -------------------------------------------------------- |
| 1.  | sans cadre | Saint Alexis Falconieri   | 1200-1310 | Un des sept fondateurs de l'ordre des Servites de Marie. |
| 2.  | sans cadre | Sainte Humilité de Faenza | 1226-1310 | Une des fondatrice de l'ordre de Vallombreuse.           |

### Année 1314
| No. | Image      | Nom                          | Dates     | Informations                  |
| --- | ---------- | ---------------------------- | --------- | ----------------------------- |
| 1.  | sans cadre | Bienheureux Jacques Salomoni | 1231-1314 | Religieux dominicain vénitien |

### Année 1315
| No. | Image      | Nom                          | Dates     | Informations                                                                            |
| --- | ---------- | ---------------------------- | --------- | --------------------------------------------------------------------------------------- |
| 1.  | sans cadre | Bienheureux André Dotti      | 1256-1315 | religieux Servites de Marie                                                             |
| 2.  | sans cadre | Bienheureux Henri de Bolzano | 1250-1315 | Pénitent laïc tyrolien, bûcheron analphabète très pieux                                 |
| 3.  | sans cadre | Bienheureux Raymond Lulle    | 1232-1315 | Philosophe, poète, théologien, missionnaire, apologiste chrétien et romancier majorquin |

### Année 1317
| No. | Image      | Nom                           | Dates     | Informations                            |
| --- | ---------- | ----------------------------- | --------- | --------------------------------------- |
| 1.  | sans cadre | Sainte Agnès de Montepulciano | 1268-1317 | Prieure dominicaine italienne, mystique |

## Années 1320

### Année 1320
| No. | Image      | Nom                         | Dates     | Informations                                                                                         |
| --- | ---------- | --------------------------- | --------- | --- |
| 1.  | sans cadre | Sainte Marguerite de Metola | 1287-1320 | Aveugle, naine et difforme ; religieuse dominicaine italienne, infirmière, enseignante, prédicatrice |

### Année 1323
| No. | Image      | Nom                    | Dates     | Informations |
| --- | ---------- | ---------------------- | --------- | --- |
| 1.  | sans cadre | Saint Elzéar de Sabran | 1285-1323 | Baron d'Ansouis, comte d'Ariano, régent du royaume de Naples ; généralement associé à sa femme Delphine de Sabran (comptée dans les bienheureuses), tertiaire franciscaine comme lui, et avec laquelle il a toujours respecté une continence totale. |

### Année 1329
| No. | Image      | Nom                           | Dates     | Informations                 |
| --- | ---------- | ----------------------------- | --------- | ---------------------------- |
| 1.  | sans cadre | Sainte Roseline de Villeneuve | 1263-1329 | Moniale chartreuse française |

## Années 1330

### Année 1331
| No. | Image      | Nom                       | Dates     | Informations                      |
| --- | ---------- | ------------------------- | --------- | --------------------------------- |
| 1.  | sans cadre | Saint Odoric de Pordenone | 1286-1331 | Missionnaire franciscain en Chine |

### Année 1333
| No. | Image      | Nom                            | Dates     | Informations                                                                          |
| --- | ---------- | ------------------------------ | --------- | ------------------------------------------------------------------------------------- |
| 1.  | sans cadre | Bienheureuse Imelda Lambertini | 1320-1333 | Jeune fille italienne, morte à 13 ans lors d'une extase pendant sa Première communion |

### Année 1336
| No. | Image      | Nom                          | Dates     | Informations      |
| --- | ---------- | ---------------------------- | --------- | ----------------- |
| 1.  | sans cadre | Sainte Élisabeth de Portugal | 1271-1336 | Reine du Portugal |

## Années 1340

### Année 1341
| No. | Image      | Nom                        | Dates     | Informations         |
| --- | ---------- | -------------------------- | --------- | -------------------- |
| 1.  | sans cadre | Sainte Julienne Falconieri | 1270-1341 | Religieuse italienne |

### Année 1345
| No. | Image      | Nom                    | Dates     | Informations              |
| --- | ---------- | ---------------------- | --------- | ------------------------- |
| 1.  | sans cadre | Saint Pérégrin Laziosi | 1265-1345 | Religieux servite italien |

### Année 1348
| No. | Image      | Nom                   | Dates     | Informations                                      |
| --- | ---------- | --------------------- | --------- | ------------------------------------------------- |
| 1.  | sans cadre | Saint Bernard Tolomei | 1272-1348 | Moine italien fondateur de l'ordre du Mont-Olivet |

### Année 1349
| No. | Image      | Nom                 | Dates     | Informations                      |
| --- | ---------- | ------------------- | --------- | --------------------------------- |
| 1.  | sans cadre | Saint Richard Rolle | 1290-1349 | Ermite et auteur mystique anglais |

## Années 1350

### Année 1350
| No. | Image      | Nom                                  | Dates     | Informations                                                                   |
| --- | ---------- | ------------------------------------ | --------- | ------------------------------------------------------------------------------ |
| 1.  | sans cadre | Bienheureux Bertrand de Saint-Geniès | 1260-1350 | Professeur à l’Université de Toulouse, patriarche d’Aquilée et homme de guerre |

### Année 1351
| No. | Image      | Nom                           | Dates     | Informations                               |
| --- | ---------- | ----------------------------- | --------- | ------------------------------------------ |
| 1.  | sans cadre | Bienheureuse Marguerite Ebner | 1291-1351 | Religieuse dominicaine allemande, mystique |

### Année 1356
| No. | Image      | Nom                              | Dates     | Informations                                                     |
| --- | ---------- | -------------------------------- | --------- | ---------------------------------------------------------------- |
| 1.  | sans cadre | Bienheureuse Micheline de Pesaro | 1300-1356 | Pénitente franciscaine italienne, pèlerine, reçoit les stigmates |

## Années 1360

### Année 1360
| No. | Image      | Nom                             | Dates     | Informations                                                       |
| --- | ---------- | ------------------------------- | --------- | ------------------------------------------------------------------ |
| 1.  | sans cadre | Bienheureuse Delphine de Sabran | 1283-1360 | Epouse de saint Elzéar de Sabran, tertiaire franciscaine avec lui. |

### Année 1364
| No. | Image      | Nom                          | Dates     | Informations |
| --- | ---------- | ---------------------------- | --------- | --- |
| 1.  | sans cadre | Bienheureux Charles de Blois | 1320-1364 | Baron de Mayenne, seigneur de Guise et, par mariage, comte de Penthièvre et duc de Bretagne ; on lui attribue de nombreux miracles dont des résurrections mais sa béatification se fonde sur sa piété |

### Année 1366
| No. | Image      | Nom                    | Dates     | Informations                                                       |
| --- | ---------- | ---------------------- | --------- | ------------------------------------------------------------------ |
| 1.  | sans cadre | Saint Pierre Thomas    | 1305-1366 | Religieux carme français, nommé Patriarche latin de Constantinople |
| 2.  | sans cadre | Bienheureux Henri Suso | 1295-1366 | Religieux dominicain allemand, mystique                            |

### Année 1367
| No. | Image      | Nom                        | Dates     | Informations                                                  |
| --- | ---------- | -------------------------- | --------- | ------------------------------------------------------------- |
| 1.  | sans cadre | Bienheureux Jean Colombini | 1304-1367 | Marchand italien, fondateur vers 1360 de l'ordre des Jésuates |

## Années 1370

### Année 1370
| No. | Image      | Nom                       | Dates     | Informations                        |
| --- | ---------- | ------------------------- | --------- | ----------------------------------- |
| 1.  | sans cadre | Bienheureux pape Urbain V | 1310-1370 | Religieux bénédictin français, pape |

### Année 1373
| No. | Image      | Nom                      | Dates     | Informations                                                                                            |
| --- | ---------- | ------------------------ | --------- | --- |
| 1.  | sans cadre | Sainte Brigitte de Suède | 1303-1373 | Veuve, mère de huit enfants dont Catherine de Suède, fondatrice de l'ordre de Sainte Brigitte, mystique |
| 2.  | sans cadre | Saint André Corsini      | 1303-1373 | Religieux carme italien, évêque de Fiesole, thaumaturge                                                 |

### Année 1374
| No. | Image      | Nom                        | Dates     | Informations                                                   |
| --- | ---------- | -------------------------- | --------- | -------------------------------------------------------------- |
| 1.  | sans cadre | Bienheureux Antoine Pavoni | 1325-1374 | Religieux dominicain italien, martyr assassiné par des vaudois |

### Année 1378
| No. | Image      | Nom                       | Dates     | Informations                    |
| --- | ---------- | ------------------------- | --------- | ------------------------------- |
| 1.  | sans cadre | Saint Roch de Montpellier | 1350-1378 | Pèlerin et thaumaturge français |

### Année 1379
| No. | Image      | Nom                       | Dates     | Informations                  |
| --- | ---------- | ------------------------- | --------- | ----------------------------- |
| 1.  | sans cadre | Saint Jean de Bridlington | 1319-1379 | Religieux augustinien anglais |

## Années 1380

### Année 1380
| No. | Image      | Nom                        | Dates     | Informations |
| --- | ---------- | -------------------------- | --------- | --- |
| 1.  | sans cadre | Sainte Catherine de Sienne | 1347-1380 | Tertiaire dominicaine italienne, mystique, qui a exercé une grande influence sur l'Église catholique, reconnue comme Docteur de l'Église. |

### Année 1381
| No. | Image      | Nom                            | Dates     | Informations                                                           |
| --- | ---------- | ------------------------------ | --------- | ---------------------------------------------------------------------- |
| 1.  | sans cadre | Sainte Catherine de Suède      | 1322-1381 | Fille de sainte Brigitte de Suède, religieuse dans l'ordre de celle-ci |
| 2.  | sans cadre | Bienheureux Jan Van Ruysbroeck | 1293-1381 | Clerc brabançon, mystique                                              |

### Année 1387
| No. | Image      | Nom                              | Dates     | Informations |
| --- | ---------- | -------------------------------- | --------- | --- |
| 1.  | sans cadre | Bienheureux Pierre de Luxembourg | 1369-1387 | Nommé évêque à 15 ans puis cardinal à Avignon, il vit dans l'ascèse et la charité et meurt à 17 ans ; ses obsèques donnent lieu à de nombreux miracles |

## Années 1390

### Année 1391
| No. | Image      | Nom                         | Dates     | Informations                                       |
| --- | ---------- | --------------------------- | --------- | -------------------------------------------------- |
| 1.  | sans cadre | Bienheureux Nicolas Tavelić | 1340-1391 | Missionnaire franciscain croate martyr à Jérusalem |

### Année 1392
| No. | Image      | Nom                     | Dates     | Informations                                                                  |
| --- | ---------- | ----------------------- | --------- | ----------------------------------------------------------------------------- |
| 1.  | sans cadre | Saint Serge de Radonège | 1313-1392 | Réformateur monastique russe, saint orthodoxe reconnu par l'Église catholique |

### Année 1393
| No. | Image      | Nom                   | Dates     | Informations                                             |
| --- | ---------- | --------------------- | --------- | -------------------------------------------------------- |
| 1.  | sans cadre | Saint Jean Népomucène | 1350-1393 | Prêtre tchèque, martyr assassiné par le roi Venceslas IV |

### Année 1394
| No. | Image      | Nom                       | Dates     | Informations                    |
| --- | ---------- | ------------------------- | --------- | ------------------------------- |
| 1.  | sans cadre | Sainte Dorothée de Montau | 1347-1394 | Ermite et visionnaire allemande |

### Année 1399
| No. | Image      | Nom                           | Dates     | Informations                                                                         |
| --- | ---------- | ----------------------------- | --------- | ------------------------------------------------------------------------------------ |
| 1.  | sans cadre | Sainte Hedwige de Pologne     | 1372-1399 | « Roi » de Pologne (c'est-à-dire Reine souveraine), évangélisatrice de la Lituanie   |
| 2.  | sans cadre | Bienheureux Raymond de Capoue | 1318-1399 | Religieux dominicain, directeur spirituel et biographe de sainte Catherine de Sienne |